# Maria Hulajew
Maria Józefa Hulajew (ur. 6 lutego 1924 w Kołomyi, zm. 9 lutego 2002) – polska księgowa i działaczka polityczna, poseł na Sejm PRL III kadencji.

## Życiorys
Uzyskała wykształcenie średnie, z zawodu księgowa. Pracowała na stanowisku kierownika administracji handlowej oraz wiceprezesa Odzieżowej Spółdzielni Pracy „Jedność” w Legnicy. Wstąpiła do Polskiej Zjednoczonej Partii Robotniczej, pełniła mandat radnej Miejskiej Rady Narodowej w Legnicy. 10 grudnia 1959 ochrzciła drobnicowiec MS Legnica. W 1961 uzyskała mandat posła na Sejm PRL w okręgu Legnica, w trakcie kadencji zasiadała w Komisji Pracy i Spraw Socjalnych. Należała do Patriotycznego Ruchu Odrodzenia Narodowego, pełniła funkcję przewodniczącej Rady Wojewódzkiej w Legnicy.
Pochowana na cmentarzu komunalnym w Legnicy (B7/3/19).